# Echestratos
Echestratos (Grieks: Ἐχέστρατος, legeraanvoerder) was een koning van Sparta, de derde van de Agiaden. Hij regeerde van 900 tot 870 v.Chr.. Hij was de opvolger van zijn vader Agis I, en werd zelf in theorie opgevolgd door zijn zoon Labotas. In het begin van diens regeerperiode werd die bijgestaan door regent (en Echestratos’ broer) Lykurgos.
Echestratos was aanvoerder in de strijd tegen de Kynoureërs, de nakomelingen van Kynouros. Hij verbande alle gezonde mannen, omdat ze de buurt van Argos terroriseerden. Volgens Hieronymus regeerde hij 35 jaar, volgens de Excerpta Latina Barbari 34 jaar.